# Витковский, Олег Владимирович
Олег Владимирович Витковский (1924, Вязьма, Смоленской губ. — 2013, Москва) — советский и российский экономико-географ, страновед-германист, специалист по географии промышленности капиталистических стран и политической географии.

## Ранние годы. Война
Олег Витковский родился в Вязьме 18 июля 1924 года. Семья его родителей происходила из Белоруссии, дед Иван Филимонович работал столяром железнодорожного депо в Орше. Отец Владимир Иванович окончил курсы телеграфистов в Толочине и работал телеграфистом на станции Катынь, позже сдал экзамены на должность помощника начальника станции и был направлен в Колесники. Вторым браком был женат на учительнице Полине Павловне Коноплёвой из деревни Картавка неподалеку от Гжатска, позже награждена Орденом Ленина (1949 г.) за педагогические заслуги.
В конце 1920-х после пожара, в котором сгорел дом Витковских в Картавке, семья переехала в подмосковное Кунцево, где построили дом, снесенный в начале 1970-х при расширении Рублевского шоссе.
До 10-го класса Олег Витковский учился в Москве, окончил школу в 1942 году в эвакуации в Лысково Горьковской области.
В 1943 году ушел на фронт, служил сапёром. Воевал на Степном, Втором и Третьем Украинском фронтах, участвовал в битве на Курской дуге, закончил войну в Болгарии. Награжден орденами Красного Знамени, Красной Звезды, Отечественной войны I степени и многими медалями.

## Образование
После войны Олег Витковский поступил в МГИМО на историко-международный факультет, где его учителями стали основатели советской географии И. М. Маергойз, Н. Н. Баранский, И. А. Витвер, которые читали лекции по экономической географии Европы и США. В 1951 году Олег Витковский поступил в аспирантуру кафедры страноведения МГИМО, где И. М. Майергойз стал его научным руководителем. В 1954 году защитил диссертацию по теме «Рейнско-Вестфальский район (политико-географическая характеристика)» и стал кандидатом географических наук.

## Научная и педагогическая деятельность
По окончании МГИМО работал в институтах АН СССР.
В 1955—1961 — старший научный сотрудник в Отделе географии Всесоюзного научного-исследовательского центра информации (ВНИИЦИ) и Всесоюзного института межотраслевой информации (ВИМИ).
Более полувека был редактором и членом редколлегии реферативного журнала «География» Всесоюзного института научной и технической информации (ВИНИТИ). За успехи в научно-аналитической работе был награжден орденом Трудового Красного Знамени.
С 1972 года по приглашению В. В. Вольского Олег Витковский начал работать доцентом кафедры экономической и политической географии капиталистических и развивающихся стран географического факультета МГУ. Создал и читал курсы лекций:
- Политическая география
- География мировой промышленности
- Социально-экономическая география Европы
- Социально-экономическая география Германии
- Спецгеоинформатика

Много лет руководил учебно-производственными практиками студентов как по СССР, так и в зарубежных странах. Как правило, практика проводилась в ГДР, лучшим специалистом по географии которой (как и ФРГ) был О. В. Витковский.
В работе со студентами демонстрировал уникальное владение широким кругом актуальной информации, в чем сказывался многолетний опыт работы в ВИНИТИ и связанные с этим возможности доступа к любым зарубежным источникам. О. В. Витковский написал ряд актуальных на протяжении нескольких десятилетий учебников, в том числе «Экономико- и политико-географические проблемы ядерной энергетики капиталистического мира», «География промышленности зарубежных стран». За участие в работе над фундаментальным учебником «Экономическая география капиталистических и развивающихся стран» в 1988 году награжден I премией Госкомобразования СССР, в 2002 году получил I премию Ученого совета географического факультета как соавтор учебника «Социально-экономическая география зарубежного мира». В 1992 году стал лучшим преподавателем географического факультета МГУ. В 1997 году получил звание Заслуженного преподавателя Московского университета. Под руководством О. В. Витковского защищено 3 кандидатские диссертации. 
1. Петрова Е. Г. Экологические проблемы развития и размещения промышленности ФРГ, 1989 г.

2. Сегал Е. А. Политическая география Швейцарской конфедерации в условиях интегрирующейся Европы, 2006 г.

3. Шувалова О. В. Изменения территориальной организации энергетики Германии с середины XX века, 2008 г.

Среди студентов был известен исключительной требовательностью и крайней сложностью сдачи экзаменов, считалось, что сдать экзамен на «отлично» практически невозможно. Вместе с тем, обладал широчайшим кругозором, вовлекал студентов в исследования новых проблематик, одним из первых стал заниматься почти отсутствовавшей в СССР политической географией.
Основные научные интересы О. В. Витковского лежали в области германистики и географии промышленности. Написал рад работ по географическим проблемам объединения Германии (которое называл «воссоединением», поскольку де-факто восточные земли просто вошли в состав ФРГ).

## Сочинения
- Витковский О.В. Материалы по энергетике капиталистических стран. — М.: Издательство АН СССР, 1956. — 156 с.
- Витковский О.В. География энергетики и металлургии капиталистических и развивающихся стран. Курс лекций. — М.: Издательство Московского университета, 1980. — 152 с.
- Витковский О.В. Экономико- и политико-географические проблемы ядерной энергетики капиталистических стран. — М.: ВИНИТИ, 1988. — Т. 14. — 194 с. — (Итоги науки и техники. География зарубежных стран).
- Витковский О.В. География промышленности зарубежных стран. — М.: Издательство Московского университета, 1997. — 113 с.

## Память
С 2020 года в Москве проводятся ежегодные Политико-географические чтения имени О. В. Витковского (2020, 2024 — в МГУ, 2021 — в ИГРАН, 2022 — в ИНИОН, 2023 — в МГИМО).